# Elezioni parlamentari in Belgio del 2024
Le elezioni parlamentari in Belgio del 2024 si sono tenute il 9 giugno, contestualmente alle elezioni europee e regionali, per il rinnovo della Camera dei rappresentanti, la camera bassa del Parlamento del paese.
Esse sono state caratterizzate, a fianco di un sostanziale contesto di stabilità per il partito Nuova Alleanza Fiamminga (N-VA), giunto ancora primo con 24 seggi, per il Partito Socialista (PS) ed il suo alleato Avanti (VOORUIT), che hanno ottenuto rispettivamente 16 e 13 seggi, e per i Cristiano-Democratici e Fiamminghi (CD&V), con 11 seggi, da un clima politico abbastanza turbolento, che ha visto in contemporanea una consistente e preannunciata ascesa, sebbene sotto le aspettative, dei partiti Vlaams Belang (VB), di estrema destra ed indipendentista, giunto secondo con 20 seggi, e del Partito del Lavoro del Belgio (PVDA-PDTB), di estrema sinistra, giunto quarto con 15 seggi, ed una sentita ascesa di partiti più moderati, come Movimento Riformatore (MR), liberale, giunto terzo con 20 seggi e, soprattutto, del partito Les Engagés (LE) che, avendo ottenuto 14 seggi, ha pressoché triplicato la propria rilevanza parlamentare. D’altro canto, tuttavia, l’elezione ha visto, come contraltare a questo fenomeno, anche un importante crollo dei partiti ecologisti, come i Verdi (GROEN), ridottisi a 6 seggi, ed Ecolo (ECOLO), giunto ancor più ridimensionato a soli 3 seggi, e del partito Liberali e Democratici Fiamminghi Aperti (OpenVLD) che, guidato per giunta dal Primo ministro uscente Alexander De Croo, ha visto uno dei suoi peggiori risultati, contraendosi a soli 7 seggi.

## Sistema elettorale
Il sistema elettorale belga varia in base alla Camera, essendo la Camera dei rappresentanti più rilevante politicamente del Senato e, soprattutto, l’unica ad essere eletta direttamente dai cittadini.

### Disposizioni generali
Secondo le disposizioni generali della legge elettorale del paese, tutti i cittadini belgi di età pari o superiore a 16 anni sono obbligati a partecipare alle elezioni. I cittadini non belgi, ma residenti in Belgio (indipendentemente dalla cittadinanza dell'UE) non possono votare, mentre i cittadini belgi che vivono all'estero possono registrarsi per votare.

### Camera dei rappresentanti
Nello specifico, per le elezioni parlamentari della Camera, la legge elettorale belga prevede l’applicazione di un sistema proporzionale, con soglia di sbarramento al 5%, in 11 collegi plurinominali (corrispondenti alle Province del Belgio ed alla Regione di Bruxelles-Capitale), la cui grandezza politica varia tra 4 e 24 seggi, con una revisione della ripartizione dei seggi attuata ogni dieci anni (l’ultima è avvenuta, con decreto reale, nel 2022).
Di seguito una tabella riassuntiva del numero di seggi spettante a ciascuna circoscrizione elettorale:
| Circoscrizioni                              | Seggi |
| ------------------------------------------- | ----- |
| Anversa                                     | 24    |
| Fiandre Orientali                           | 20    |
| Hainaut(-1)                                 | 17    |
| Fiandre Occidentali, Bruxelles-Capitale(+1) | 16    |
| Brabante Fiammingo                          | 15    |
| Liegi(-1)                                   | 14    |
| Limburgo                                    | 12    |
| Namur(+1)                                   | 7     |
| Brabante Vallone                            | 5     |
| Lussemburgo                                 | 4     |

Successivamente, le preferenze sono convertite in seggi secondo il metodo D'Hondt, tenendo conto dei risultati nelle rispettive suddivisioni.
Ciononostante, per via della natura federale del paese, suddiviso su base linguistica, i rappresentanti eletti dalle cinque province della regione fiamminga (ossia i 24 dalla Provincia di Anversa, i 20 dalle Fiandre Orientali, i 15 dal Brabante Fiammingo, i 12 dal Limburgo ed i 16 dalle Fiandre Occidentali), apparterranno automaticamente al gruppo parlamentare di lingua olandese, mentre quelli eletti dalle cinque province della Vallonia (ossia i 17 da Hainaut, i 14 da Liegi, i 4 dal Lussemburgo, i 7 dal Namur ed i 5 dal Brabante Vallone) apparterranno automaticamente al gruppo parlamentare di lingua francese. I 16 membri eletti nella Regione di Bruxelles-Capitale, invece, essendo la città ufficialmente bilingue, possono scegliere autonomamente di unirsi ad uno dei due gruppi o ad entrambi. Ciò ha generalmente rilievo nell’ottica del processo di formazione di un nuovo esecutivo, che deve costituzionalmente bilanciare al suo interno i due gruppi (ex Art. 99 Cost.).
Infine, il tutto ha fatto sì che, a differenza degli altri paesi, molti dei partiti politici, salvo alcune eccezioni, partecipino non a livello nazionale, bensì a livello locale, avendo tuttavia spesso nell’ente opposto un partito ideologicamente affine, ma linguisticamente distinto, con cui collaborare.

## Risultati
| Nuova Alleanza Fiamminga (N-VA)                    | 1 167 061 | 16,71 | 24  |  |  |  |
| Vlaams Belang (VB)                                 | 961 601   | 13,77 | 20  |  |  |  |
| Movimento Riformatore (MR)                         | 716 934   | 10,26 | 20  |  |  |  |
| Partito del Lavoro del Belgio (PDVA-PDTB)          | 688 369   | 9,86  | 15  |  |  |  |
| Avanti (VOORUIT)                                   | 566 436   | 8,11  | 13  |  |  |  |
| Partito Socialista (PS)                            | 561 602   | 8,04  | 16  |  |  |  |
| Cristiano-Democratici e Fiamminghi (CD&V)          | 557 392   | 7,98  | 11  |  |  |  |
| Les Engagés (LE)                                   | 472 755   | 6,77  | 14  |  |  |  |
| Liberali e Democratici Fiamminghi Aperti (OpenVLD) | 380 659   | 5,45  | 7   |  |  |  |
| Verdi (GROEN)                                      | 324 608   | 4,65  | 6   |  |  |  |
| Ecolo (ECOLO)                                      | 204 438   | 2,93  | 3   |  |  |  |
| Democratico Federalista Indipendente (DéFI)        | 84 024    | 1,20  | 1   |  |  |  |
| Altri (<1,20%)                                     | 299 027   | 4,28  | –   |  |  |  |
| Totale                                             | 6 984 906 | 100   | 150 |  |  |  |
|                                                    |           |       |     |  |  |  |
| Voti non validi                                    | 416 577   | 5,63  |     |  |  |  |
| Votanti                                            | 7 401 483 | 88,45 |     |  |  |  |
| Elettori                                           | 8 368 029 |       |     |  |  |  |

| Riepilogo dei voti (+/- elezioni 2019)   | Riepilogo dei voti (+/- elezioni 2019)   | Riepilogo dei voti (+/- elezioni 2019)   | Riepilogo dei voti (+/- elezioni 2019) | Riepilogo dei voti (+/- elezioni 2019) | Riepilogo dei voti (+/- elezioni 2019) | Riepilogo dei voti (+/- elezioni 2019) |
| ---------------------------------------- | ---------------------------------------- | ---------------------------------------- | -------------------------------------- | -------------------------------------- | -------------------------------------- | -------------------------------------- |
| Nuova Alleanza Fiamminga                 | Nuova Alleanza Fiamminga                 | Nuova Alleanza Fiamminga                 |                                        |                                        | 16,71%                                 | ▲ 0,68                                 |
| Vlaams Belang                            | Vlaams Belang                            | Vlaams Belang                            |                                        |                                        | 13,77%                                 | ▲ 1,82                                 |
| Movimento Riformatore                    | Movimento Riformatore                    | Movimento Riformatore                    |                                        |                                        | 10,26%                                 | ▲ 2,70                                 |
| Partito del Lavoro del Belgio            | Partito del Lavoro del Belgio            | Partito del Lavoro del Belgio            |                                        |                                        | 9,86%                                  | ▲ 1,23                                 |
| Avanti                                   | Avanti                                   | Avanti                                   |                                        |                                        | 8,11%                                  | ▲ 1,40                                 |
| Partito Socialista                       | Partito Socialista                       | Partito Socialista                       |                                        |                                        | 8,04%                                  | ▼ 1,42                                 |
| Cristiano-Democratici e Fiamminghi       | Cristiano-Democratici e Fiamminghi       | Cristiano-Democratici e Fiamminghi       |                                        |                                        | 7,98%                                  | ▼ 0,91                                 |
| Les Engagés                              | Les Engagés                              | Les Engagés                              |                                        |                                        | 6,77%                                  | ▲ 3,07                                 |
| Liberali e Democratici Fiamminghi Aperti | Liberali e Democratici Fiamminghi Aperti | Liberali e Democratici Fiamminghi Aperti |                                        |                                        | 5,45%                                  | ▼ 3,09                                 |
| Verdi                                    | Verdi                                    | Verdi                                    |                                        |                                        | 4,65%                                  | ▼ 1,46                                 |
| Ecolo                                    | Ecolo                                    | Ecolo                                    |                                        |                                        | 2,93%                                  | ▼ 3,22                                 |
| Democratico Federalista Indipendente     | Democratico Federalista Indipendente     | Democratico Federalista Indipendente     |                                        |                                        | 1,20%                                  | ▼ 1,02                                 |
| Altri <1,20%                             | Altri <1,20%                             | Altri <1,20%                             |                                        |                                        | 4,28%                                  |                                        |
| Riepilogo dei seggi (+/- elezioni 2019)  |                                          |                                          |                                        |                                        |                                        |                                        |
|                                          |                                          |                                          |                                        |                                        |                                        |                                        |
| PTB/PVDA                                 | 15                                       | ▲ 3                                      |                                        | PS                                     | 16                                     | ▼ 4                                    |
| VOORUIT                                  | 13                                       | ▲ 4                                      |                                        | ECOLO                                  | 3                                      | ▼ 10                                   |
| GROEN                                    | 6                                        | ▼ 2                                      |                                        | DéFI                                   | 1                                      | ▼ 1                                    |
| MR                                       | 20                                       | ▲ 6                                      |                                        | VLD                                    | 7                                      | ▼ 5                                    |
| LE                                       | 14                                       | ▲ 9                                      |                                        | CD&V                                   | 11                                     | ▼ 1                                    |
| N-VA                                     | 24                                       | ▼ 1                                      |                                        | VB                                     | 20                                     | ▲ 2                                    |